# Баццания
Бацца́ния (лат. Bazzania) — род мхов семейства Лепидозиевые (Lepidoziaceae) отдела Печёночные мхи (Marchantiophyta), включающий более 100 видов.

## Описание
Растения этого рода средних и больших размеров, могут расти как в траве и с другими мхами, так и отдельно. Побеги простые или раздвоенные на вид. Гаметангии находятся на короткой вентральной ветви, появляющейся весной из пазух нижних листьев. Двудомные растения.

## Виды
Некоторые виды:
- Bazzania ambigua (Lindenb.) Trevis., 1877
- Bazzania bhutanica N. Kitag. et Grolle, 1986 — Баццания бутанская
- Bazzania denudata (Torr. ex Gottsche, Lindenb. et Nees) Trevis., 1877
- Bazzania engelii Glenny, 2008
- Bazzania flaccida (Dumort.) Grolle
- Bazzania nudicaulis Evans
- Bazzania okaritana Meagher et Glenny, 2007
- Bazzania pearsonii Steph.
- Bazzania tricrenata (Wahlenb.) Lindb., 1872
- Bazzania trilobata (L.) Gray, 1821